# 五汴村
五汴村位於台灣彰化縣永靖鄉以北，與埔心鄉、員林市相接壤，五汴村境內有南北縱貫的台一線經過因此也吸納了大量的人口遷居，於2010年3月的統計人口為1,728，村長為袁百里。
五汴村舊名五汴頭，乃是因為在十五庄圳灌溉溝渠的第五個分水口而得名，一說是在五汴村境內的五營將軍廟前有一灌溉溝渠，因為分流了十五庄圳的五個排水系統而命名。
五汴村境內主要道路如下：中山路、五汴巷、松村巷、九分路，本境以中山路為主要的聯外道路。
本境的主要聚落如在五汴巷內有林姓、袁姓、陳姓、何姓、張姓、朱姓聚落世居於此地，九分路偏西面的位置上則有張姓聚落屬於五汴村，松村巷上則有余姓聚落為主。中山路上有較多外地遷徙而來的人口，多在此開設汽車保修廠或輪胎行。
五汴村內主要的信仰中心為五汴頭天聖宮，創建於民國初年，主祀北極玄天上帝，神威顯赫，信仰者眾。境內尚有五汴巷上的五營將軍廟、永靖鄉第一公墓內的百姓公廟在初一、十五會有信眾前往祭祀。另外，原先暫座落於第一公墓的永靖清福宮石板廟亦為彰化縣有形文化資產指定的歷史建築（府授文資字第10002395362號）；後續因清福宮管理委員會辦理古蹟空間再造而將石板廟迎回永興路安座。。